# En Maconde billedskærer
En Maconde billedskærer er en dansk dokumentarfilm fra 1974 med instruktion og manuskript af Tørk Haxthausen.

## Handling
Blandt Makonde-folket, der lever på grænsen mellem Mocambique og Tanzania, eksisterer en stærk tradition for en billedkunstnerisk udfoldelse, som i 1960'erne ændrede udtryk, da europæerne fandt interesse i at købe f.eks. træskulpturer i butikkerne. Filmen følger en billedskærers arbejde med en skulptur, som han under tilblivelsen kommenterer fra vidt forskellige synsvinkler.